# Prog Archives
Prog Archives е поддържана от фенове онлайн база данни на английски език за прогресив рок групи и музиканти. Екипът на сайта преценява дали даден музикант или група трябва да бъде добавена към уебсайта, или не. Сайтът е базиран в Канада. Стартира през 2002 г. От лятото на 2014 г. уебсайтът разполага с 8671 уебстраници за групи и музиканти, които през 2023 г. нарастват до статии за около 70 725 албума от 12 157 групи и изпълнители, както и повече от 1,9 милиона оценки и рецензии от 67 363 членове. Разполага с редовни и последователни ревюта, биографии и дискографии на всички групи и албуми, които счита за жанр на прогресив рок. Също така в сайта са категоризирани 22 поджанра на прогресив рок.